# Dempsey roll
El Dempsey Roll es una técnica de boxeo que se caracteriza por su agresividad. Fue creada por el campeón categoría peso pesado de los años 1920, Jack Dempsey. El movimiento consistía básicamente en un movimiento de balanceo, de izquierda a derecha, utilizando las extremidades superiores y el tronco. Lógicamente se necesitaba mucha velocidad y fuerza para poder hacer tambalear el cuerpo. Mientras el tronco se balanceaba, la cabeza daba vueltas también, de una forma similar a la de las extremidades superiores. Una vez cerca del oponente, y sin dejar de realizar el movimiento, se lanzan golpes de izquierda y derecha, hasta derribar al rival. Pese a ser un movimiento muy destructivo y efectivo, fácilmente se podía parar con un contragolpe.
Después de la época de Dempsey, el Dempsey roll fue usado por grandes boxeadores de diferentes estilos cada uno. Entre estos, al que más cabe destacar es a Mike Tyson, quien usando su baja estatura lograba fácilmente realizar el Dempsey roll y hacer caer a la lona a gran parte de sus rivales debido a su gran fuerza.

## Variaciones Ficticias
En el curso de la serie de animación japonesa "Espíritu de Lucha" Hajime no Ippo, el personaje principal Ippo Makunouchi desarrolla variaciones de esta técnica para combatir los numerosos desafíos que recibe de otros boxeadores que creen que pueden explotar la debilidad de la Dempsey roll. En teoría, las variaciones están basadas en principios de boxeo actuales, pese a ello ningún boxeador en la actualidad ha podido aplicar estos principios hoy en día.
- El modelo de KO de Ippo - Ippo usa dos de sus mejores golpes o los más letales en su pequeño arsenal (Liver blow + Gazelle Punch) para desorientar a su oponente, e inmediatamente seguido de la Dempsey roll antes de que puedan recuperarse, pero para ello se debe utilizar una Finta para que el golpe Gazela tenga mayor efectividad y terminándolo con la técnica Dempsey.
- El contra-contraataque de la Dempsey roll (Dempsey roll 360°) - Sabiendo que la Dempsey Roll era débil frente a contraataques, Ippo agrega una breve pausa al momento. Pausando cuando el oponente estaba a punto de contraatacar, pudo hacerles perder el ritmo y volver a comenzar con la técnica para contraacar el contraataque que originalmente iba hacia él.

## Apariciones de Videojuegos
- En el juego Victorious Boxers, basado en el manga y serie de anime Fighting Spirit (Hajime no Ippo), incluye al personaje de Ippo Makunouchi usando la Dempsey Roll como un movimiento de finalización.

- Steve fox es otro personaje de las series de pelea Tekken, quien usa una técnica llamada "Endless Roll", que resulta ser una variante del Dempsey Roll clásico, con golpes al cuerpo en vez de a la cabeza

- El personaje boxeador de Street Fighter III, Dudley, tiene un movimiento especial llamado "Rolling Thunder", el cual es en efecto una Dempsey roll acelerada.

- En el juego "Rusty Hearts", el personaje "Tude MacLoud" tiene un movimiento llamado "Dampsey Roll" el cual genera movimientos de lado a lado, con una furia de golpes, que también es usado para evitar ataques de los enemigos.

Movimientos de Tude Mcloud
- Datos: Q8354679